# Бородино (Хакасия)
Бородино — село в южной части Боградского района Хакасии, административный центр Бородинского сельсовета. Расположено в 54 км от райцентра — села Боград. Расстояние до Абакана — 60 км. Село расположено в 8 км от автотрассы Абакан — Красноярск. Число хозяйств — 453, население — 1892 человека (2011).
Село было образовано в 1810 году. 
Имеются средняя общеобразовательная школа, детский сад, почтовое отделение, дом культуры, спорткомплекс, библиотека, пункт проведения богослужений, больница, магазины, котельная, электроподстанция.
Общественный транспорт связывает Бородино с районным центром Боград и столицей республики Абакан.

## География

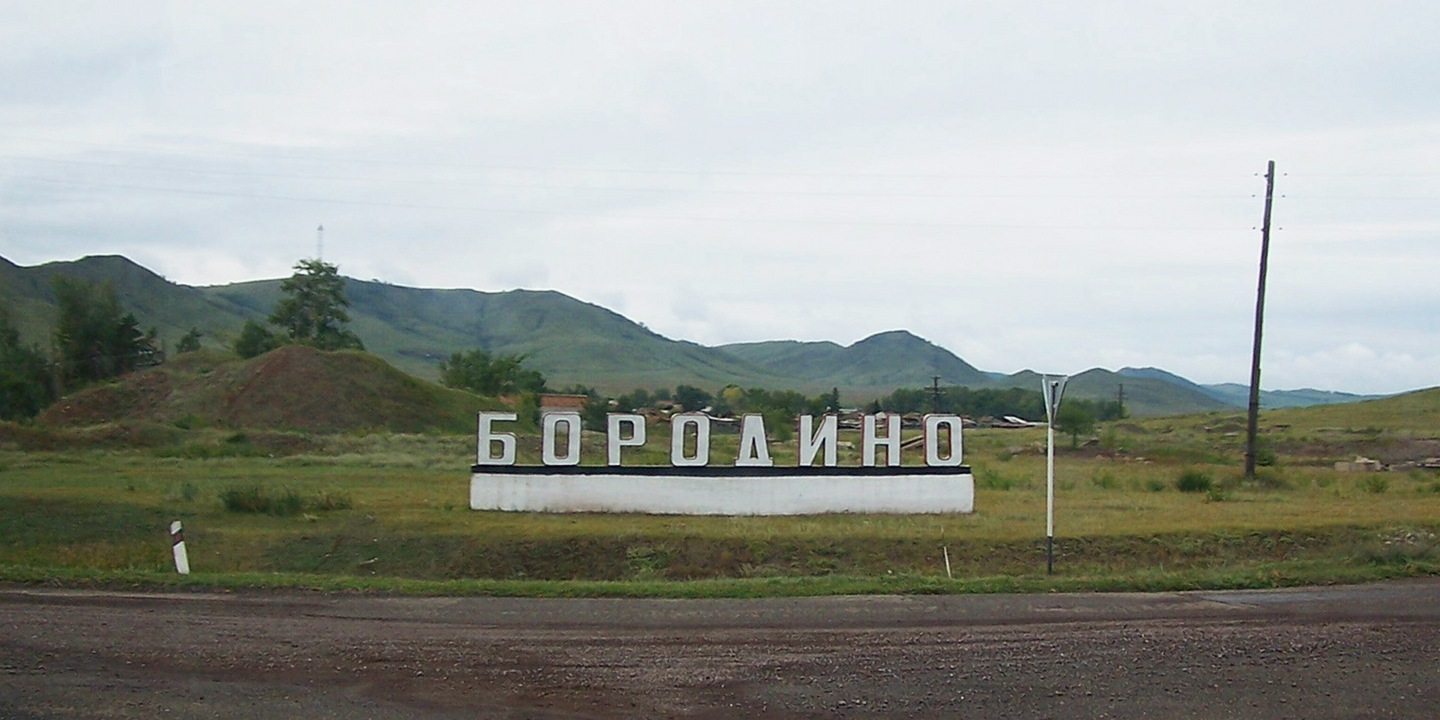
Знак на въезде в Бородино

Село Бородино расположено в южной части Боградского района. С запада на восток протекает река Кокса. На юго-востоке расположен пруд. Южная часть села граничит с Усть-Абаканским районом, на юго-востоке — с селом Советская Хакасия, на западе — с селом Белелик, на севере — с селом Троицкое. Село Бородино окружено частично горами, частично сельхозугодьями.

## Население
| 2002 | 2010  |
| ---- | ----- |
| 1109 | ↗1222 |

## Бородинский госплемзавод (ГПЗ)
Организован в апреле 1930 года путём разукрупнения совхоза «Боградский скотовод 65». Центральная усадьба находилась в селе Бородино, фермы — в сёлах Полиндейка, Толчея и Таёжная. Специализировался на выращивании чистопородного скота. Земельный фонд хозяйства составлял 70 тыс. га. Численность работающих составляла 1256 человек. После разукрупнения хозяйства в 1932 году из него были выделены два совхоза — «Советская Хакасия» и «Октябрьский». В 1970 году в Бородино для развития племенного животноводства из Сычевского госплемзавода были завезены 32 быка и 20 коров симментальской породы. Племзавод поставлял чистопородных животных не только внутри СССР, но и в Корею, Монголию. Основным направлением деятельности госплемзавода было выращивание и реализация племенного молодняка — нетелей и племенных быков симментальской породы. Рентабельность достигала 500 %, прибыль — от 1 до 1,5 млн рублей в год. ГПЗ было присвоено звание хозяйства высокой культуры земледелия и животноводства. В ноябре 2001 году ГПЗ «Бородинский» был переименован в федеральное государственное унитарное предприятие «Племенной завод «Бородинский». Численность работающих — 519 человек.
В ГПЗ выросли Герои Социалистического Труда — доярки Е. Д. Степаненко и Н. И. Мацкевич. Доярка М. Я. Панаскова, надоившая 6 тыс. кг молока от коровы, награждена орденами Ленина и Октябрьской Революции, многими медалями. В Боградском районе была учреждена премия её имени. Значительный вклад в развитие хозяйства внес директор М. 3. Дайнеко (заслуженный работник сельского хозяйства РСФСР, награждена орденами Трудового Красного Знамени, Октябрьской Революции, медалями правительства и ВДНХ).
ГПЗ «Бородинский» был расформирован после банкротства.

## Достопримечательности
- Памятник воинам-землякам, погибшим в Великой Отечественной войне
- Бородинская пещера
- Грот Двуглазка
- Музей немецкой культуры при СДК

## Культура и спорт
Бородинский сельский дом культуры находится в двухэтажном кирпичном здании, построенном в 1970 году, площадью 808,6 км², в том числе площадь зрительного зала и трёх досуговых помещений составляет 411,0 км².
В здании СДК имеется центральное отопление, зрительный зал на 300 мест. В Доме культуры работают кружки и клубы, как взрослые, так и детские, проводятся концерты, встречи, собрания, дискотеки, оформляются выставки детского творчества и выставки рисунков.
Творческие коллективы ДК являются неоднократными призерами районных, республиканских конкурсов и фестивалей.
С 1994 года при Бородинском доме культуры создан немецкий культурный центр «Widergeburt». Население немецкой национальности насчитывается в количестве более 200 человек. Целью НКЦ являются возрождение, сохранение национальных традиций и нравов немецкой семьи.
Имеются спортивный комплекс и спортивный зал в Бородинской средней школе, на базе которых работают секции волейбола, футбола, дзюдо, гиревого спорта.
В Бородинском спорткомплексе проводятся мероприятия районного и республиканского значения: Кубок Хакасии по гиревому спорту, по волейболу, мини-футболу.